# Вячеслав (Сорокин)
Епи́скоп Вячесла́в (в миру Алекса́ндр Никола́евич Соро́кин; род. 29 апреля 1986, Псков) — священнослужитель Русской православной церкви, епископ Канский и Богучанский.

## Биография
Родился 29 апреля 1986 года в Пскове. Крещён в младенчестве в Лазаревском храме города Людиново Калужской области.
В 1993—2004 годы обучался в МОУ «Милицейско-правовой лицей г. Пскова».
В 2004 году поступил в Псковское духовное училище, которое окончил в 2007 году. В 2007 году поступил на программу бакалавриата Московской духовой семинарии.
13 декабря 2009 года в Покровском академическом храме ректором Московской духовной академии и семинарии архиепископ Верейским Евгением (Решетниковым) был пострижен во чтеца.
В 2012 году окончил курс бакалавриата Московской духовной академии, защитив дипломную работу на тему: «История Псковской семинарии», после чего поступил в магистратуру Московской духовной академии.
5 апреля 2013 года в Троицком соборе Троице-Сергиевой лавры архиепископом Верейским Евгением (Решетниковым) пострижен в монашество с наречением имени Вячеслав в честь святого благоверного князя Вячеслава Чешского.
4 мая 2013 года в Покровском храме МДА рукоположён в сан иеродиакона архиепископом Верейским Евгением (Решетниковым).
В 2014 году кафедре Церковной истории МДА защитил магистерскую диссертацию на тему: «История Псковской духовной семинарии с момента основания в 1725 г. до момента закрытия в 1918 г.». Продолжил обучение в аспирантуре МДА.
4 декабря 2014 года в Покровском храме МДА тем же архиереем рукоположён в сан иеромонаха.
С 1 сентября 2015 по 23 октября 2019 года нёс послушание старшего помощника проректора Московской духовной академии по воспитательной работе.
Со 2 сентября 2019 года — преподаватель кафедры истории и теории церковного искусства МДА, с 10 января 2022 года — старший преподаватель кафедры богословия МДА.
19 октября 2019 года патриархом Московским и всея Руси Кириллом назначен исполняющим обязанности проректора по воспитательной работе Московской духовной академии. Указ вступил в силу с 24 октября. Стал самым молодым проректором МДА за последние сто лет. 30 июля 2020 года Патриарх Московский и всея Руси Кирилл наложил одобрительную резолюцию на рапорт ректора Московской духовной академии епископа Звенигородского Питирима (Творогова) об утверждении иеромонаха Вячеслава (Сорокина) в должности проректора по воспитательной работе Московской духовной академии.
В 2020 года окончил аспирантуру МДА. Кандидатскую диссертацию не защищал.
В августе 2022 года назначен клириком храма Корсунской иконы Божией Матери в селе Глинково Сергиево-Посадского района Московской области.

### Архиерейство
30 мая 2024 года решением Священного Синода РПЦ был избран епископом Канским и Богучанским.
14 июня 2024 года в храме Всех святых, в земле Русской просиявших, Патриаршей и Синодальной резиденции в Даниловом ставропигиальном мужском монастыре в Москве митрополитом Воскресенским Григорием (Петровым) возведён в сан архимандрита.
1 августа 2024 года в кафедральном соборном Храме Христа Спасителя в Москве хиротонисан во епископа Канского и Богучанского. Хиротонию совершили: патриарх Кирилл, митрополит Воскресенский Григорий (Петров), митрополит Красноярский и Ачинский Пантелеимон (Кутовой), митрополит Тверской и Кашинский Амвросий (Ермаков), архиепископ Псковский и Порховский Матфей (Копылов), епископ Норильский и Туруханский Агафангел (Дайнеко), епископ Енисейский и Лесосибирский Игнатий (Голинченко), епископ Раменский Алексий (Туриков), епископ Минусинский и Курагинский Серафим (Пасанаев).

## Награды
- медаль Московской духовной академии святителя Филарета II-й степени (2019).